# Aeroportul Eliye Springs
Aeroportul Eliye Springs (IATA: EYS, ICAO: HKES) este un aeroport din Kenya ce deservește zona Eliye Springs⁠(d). A fost numit după zona deservită.
Situat la o altitudine de 425 m, aeroportul dispune de o singură pistă.